# La Maison Bulle
La Maison Bulle är en byggnad ritad av Antti Lovag. Utmärkande för byggnaden är dess utseende, den består av sfärer, cirklar och ovaler. Byggnaden finns i Theoule nära Cannes på den franska rivieran.